# Concepción de la Sierra
Concepción de la Sierra – miasto w prowincji Misiones w Argentynie. Ośrodek administracyjny departamentu Concepción

## Historia
Miasto założone w 1619 przez jezuitę Roque González de Santa Cruz.